# Oeverkruid-klasse
De oeverkruid-klasse (Littorelletea) is een klasse van amfibische syntaxa die laagblijvende, meso-oligotrafente pioniervegetatie omvat die is gebonden aan ondiepe wateren of littorale zones van diepere wateren. Het gaat hierbij uitsluitend om waterpartijen van zwak gebufferd water op een minerale bodem die niet, nauwelijks of slechts met een zeer dunne laag sapropeel bedekt is. Verder is het op de voorgrond treden van isoetiden kenmerkend voor de klasse.

## Naamgeving en codering
| Littorelletea uniflorae Br.-Bl. & Tx. ex Westh. et al 1946 |

- Natura2000-habitattypecodes (EU-codes): H3110, H3130
- Syntaxoncode voor Nederland (rVvN): r06
- BWK-karteringscodes: ao, aoo, aom

De wetenschappelijke naam Littorelletea is afgeleid van de botanische naam van oeverkruid (Littorella uniflora), een belangrijke kensoort voor deze klasse. Binnen de Europese vakliteratuur is de klasse ook vaak onder de naam Littorelletea uniflorae beschreven. In De vegetatie van Nederland wordt geopperd dat het beter is de oorspronkelijke naam Littorelletea (zonder het epitheton uniflorae) te hanteren, zoals Josias Braun-Blanquet en Reinhold Tüxen het in 1943 initieel betitelden toen zij deze klasse opstelden. Immers komt er in Noord-Amerika vegetatie voor die ook tot de oeverkruid-klasse gerekend wordt, maar waarin Amerikaans oeverkruid (Littorella americana) diagnostisch is; Littorella uniflora komt aldaar niet voor.

## Fysiognomie
De gemeenschappen uit de oeverkruid-klasse zijn van nature soortenarm. Het vegetatieaspect is veelal betrekkelijk variabel aangaande de maand en de waterstand. Sommige gemeenschappen kunnen in de loop van de vegetatieperiode een opvallend rode of oranje kleur krijgen door een hoge abundantie van bijvoorbeeld knolrus of veelstengelige waterbies, die hun groene blad- en stengelkleur vrij snel kunnen verliezen. De meest voorkomende bloemkleuren die aspectbepalend optreden binnen deze klasse zijn wit en geel.

### Vegetatiestructuur
De gemeenschappen uit de oeverkruid-klasse hebben doorgaans een eenvoudige vegetatiestructuur. Het zijn laagblijvende begroeiingen met vaak een min of meer open karakter.

## Ecologie

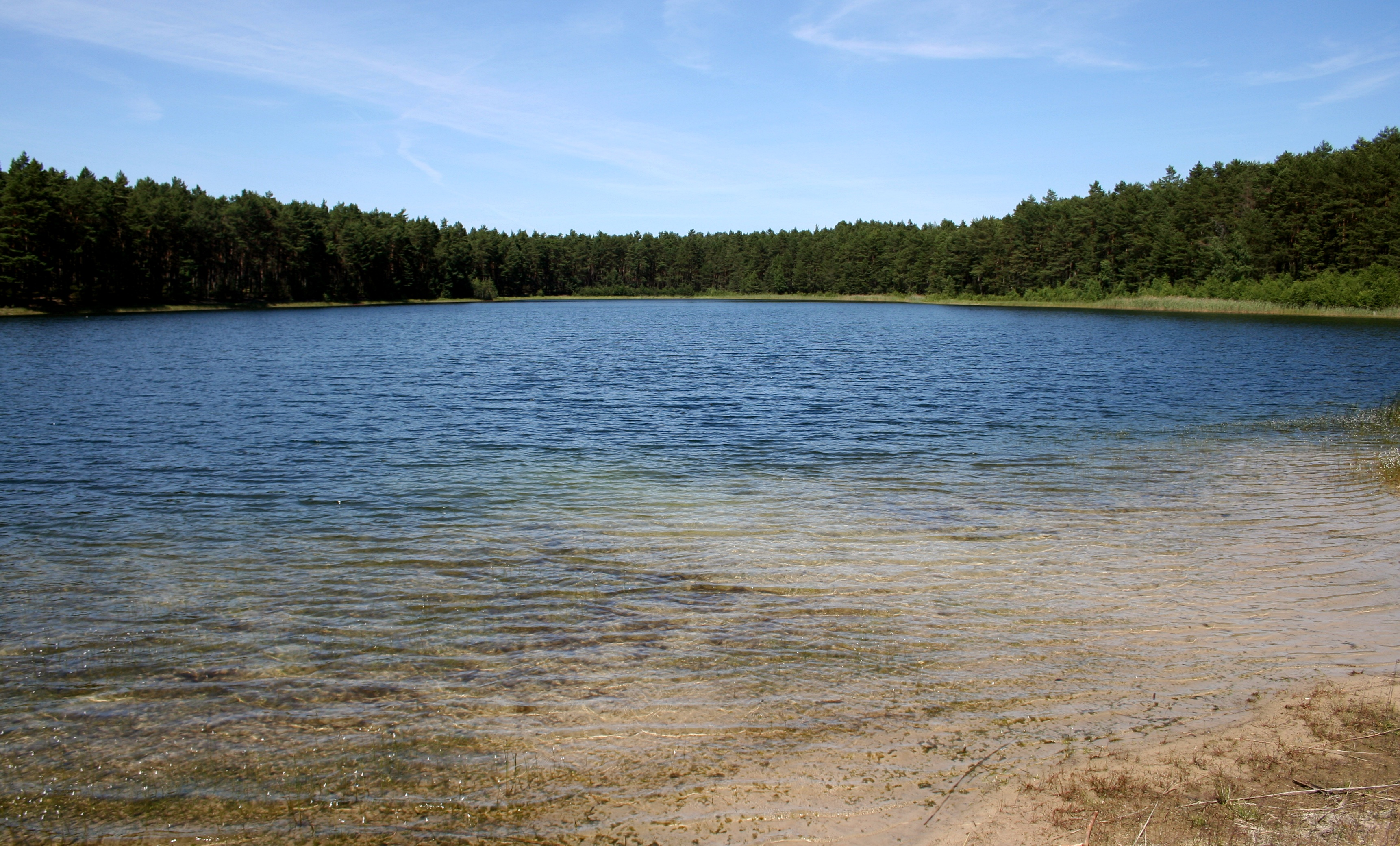
Typerend habitat van de oeverkruid-klasse in Nationaal Park Bory Tucholskie. Men ziet op de voorgrond de ondiepe oeverzone waarin een zandbodem zonder sapropeel aan de oppervlakte ligt.

Qua standplaatsfactoren is de oeverkruid-klasse tamelijk veeleisend. Het zijn amfibische pioniervegetatietypen die op uitgesproken minerale bodems in ondiepe (gedeelten van) waterpartijen met een wisselende waterstand; dikwijls betreft het vennen, poelen en oevers van meren die in de zomer ten dele droogvallen. Het water moet onvervuild, oligotroof maar meestal zwak gebufferd zijn. Veelal is sulfaat het dominante anion in het water, waarbij het van belang is dat door het dikwijls oxidatieve karakter van de bodem geen reductie tot sulfide optreedt. Zowel stilstaande als zwak stromende wateren voldoen.

## Onderliggende syntaxa in Nederland en Vlaanderen
De oeverkruid-klasse wordt in Nederland en Vlaanderen vertegenwoordigd door maar één orde met een viertal onderliggende verbonden. Daarnaast worden er alhier nog zes rompgemeenschappen onderscheiden.
- - oeverkruid-orde (Littorelletalia)
    - oeverkruid-verbond (Littorellion uniflorae)
      - associatie van biesvaren en waterlobelia (Isoeto-Lobelietum)

    - verbond van ongelijkbladig fonteinkruid (Potamion graminei)
      - associatie van ongelijkbladig fonteinkruid (Echinodoro-Potametum graminei)
      - associatie van kleinste egelskop (Sparganietum minimi)

    - verbond van waternavel en stijve moerasweegbree (Hydrocotylo-Baldellion)
      - pilvaren-associatie (Pilularietum globuliferae)
      - associatie van vlottende bies (Scirpetum fluitantis)
      - associatie van veelstengelige waterbies (Eleocharitetum multicaulis)
      - associatie van waterpunge en oeverkruid (Samolo-Littorelletum)

    - naaldwaterbies-verbond (Eleocharition acicularis)
      - naaldwaterbies-associatie (Littorello-Eleocharitetum acicularis)

- rompgemeenschap met ondergedoken moerasscherm (RG Helosciadium inundatum-[Hydrocotylo-Baldellion])
- rompgemeenschap met oeverkruid (RG Littorella uniflora-[Littorelletea])
- rompgemeenschap met duizendknoopfonteinkruid (RG Potamogeton polygonifolius-[Littorelletea])
- rompgemeenschap met moerashertshooi (RG Hypericum elodes-[Littorelletea])
- rompgemeenschap met veelstengelige waterbies en veenmos (RG Eleocharis multicaulis-Sphagnum-[Littorelletea/Scheuchzerietea])
- rompgemeenschap met knolrus en veenmos (RG Juncus bulbosus-Sphagnum-[Littorelletea/Scheuchzerietea])

- rompgemeenschap met waterpostelein (RG Lythrum portula-[Bidentetea/Littorelletea])

## Afgeleide gemeenschappen
Hieronder worden de afgeleide gemeenschappen besproken die klassebreed worden onderscheiden binnen de oeverkruid-klasse. Het gaat in dit geval om een vijftal rompgemeenschappen.

### Rompgemeenschap met oeverkruid

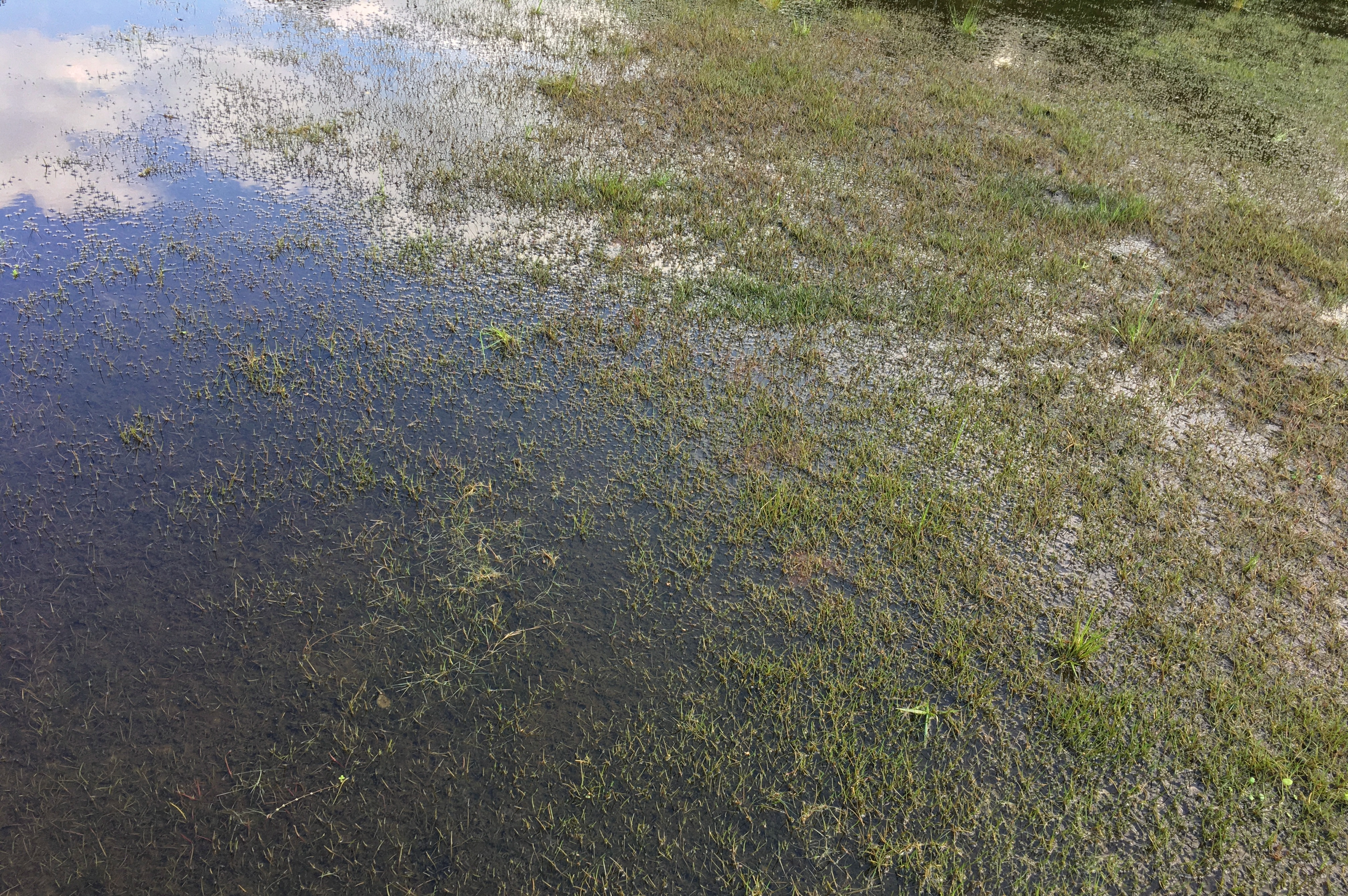
RG met oeverkruid

Een rompgemeenschap met oeverkruid, de RG Littorella uniflora-[Littorelletea], omvat pioniervegetatie waarin oeverkruid zeer dominant voorkomt en waarin geen kensoorten van associaties uit de oeverkruid-klasse aanwezig zijn. Deze rompgemeenschap kan optreden als typische pioniervegetatie in een nieuw ontstaan milieu waar het zich later kan ontwikkelen tot een associatie uit de klasse. Tevens kan deze rompgemeenschap ontstaan doordat een vegetatie van een associaties uit deze klasse verzuurt raakt maar waar de standplaats wel zeer open blijft en de venbodem periodiek droogvalt, zodat veenmossen geen kans krijgen. De Nederlandse syntaxoncode (rVvN) voor deze rompgemeenschap is r06RG02.

### Rompgemeenschap met duizendknoopfonteinkruid
Een rompgemeenschap met duizendknoopfonteinkruid, de RG Potamogeton polygonifolius-[Littorelletea], omvat vegetatie die sterk wordt gedomineerd door duizendknoopfonteinkruid en waarin geen kensoorten van associaties uit de klasse aanwezig zijn. Hoofdzakelijk komt deze dominantiegemeenschap voor in milieus die onder invloed staan van kwel met oligotroof, zwak zuur en ijzerhoudend grondwater. Dit vegetatietype is in Nederland op de hogere zandgronden relatief algemeen. De Nederlandse syntaxoncode (rVvN) voor deze rompgemeenschap is r06RG03.

### Rompgemeenschap met moerashertshooi
Een rompgemeenschap met moerashertshooi, de RG Hypericum elodes-[Littorelletea], omvat vegetatie waarin moerashertshooi de belangrijkste soort is en waarin kensoorten van het verbond van waternavel en stijve moerasweegbree en associaties uit de oeverkruid-klasse ontbreken. Deze gemeenschap komt voor op nieuw gegraven plassen die zich nog moeten ontwikkelen, maar kan ook het gevolg zijn van een te geringe kwel of buffering, of doordat de plas niet genoeg droogvalt. Opvallend is dat deze rompgemeenschap dikwijls soorten van de riet-klasse bevat. De Nederlandse syntaxoncode (rVvN) voor deze rompgemeenschap is r06RG04.

### Rompgemeenschap met veelstengelige waterbies en veenmos

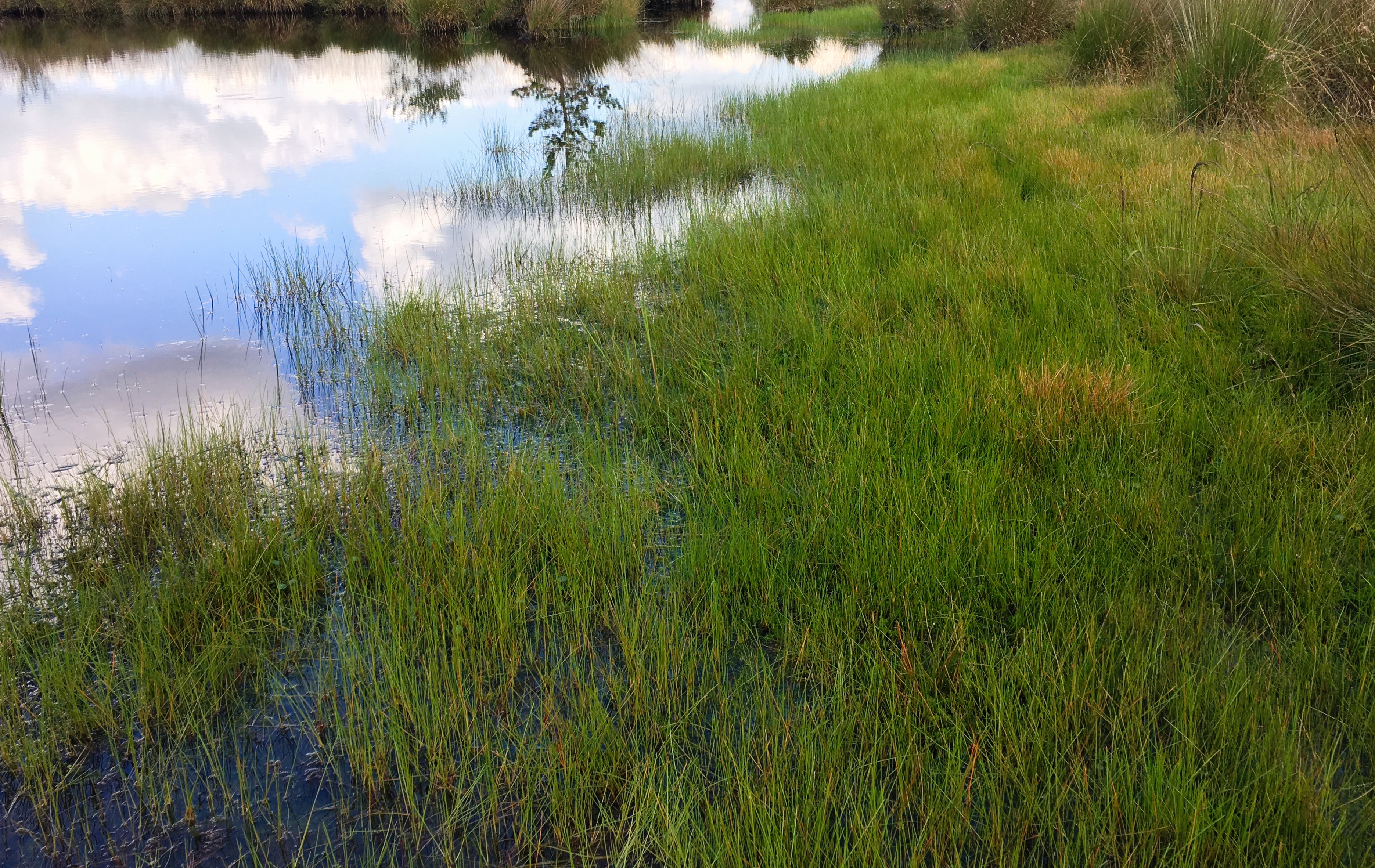
RG met veelstengelige waterbies en veenmos

Een klasseoverschrijdende rompgemeenschap met veelstengelige waterbies en veenmos, de RG Eleocharis multicaulis-Sphagnum-[Littorelletea/Scheuchzerietea], omvat zeer soortenarme vegetatie van verzuurde vennen. Deze gemeenschap wordt sterk gedomineerd door veelstengelige waterbies in combinatie met waterveenmos en soms ook geoord veenmos. De gemeenschap is in Nederland algemeen op de hogere zandgronden en komt ook af en toe voor in de kalkarme duinen. De Nederlandse syntaxoncode (rVvN) voor deze rompgemeenschap is r06RG06.

### Rompgemeenschap met knolrus en veenmos

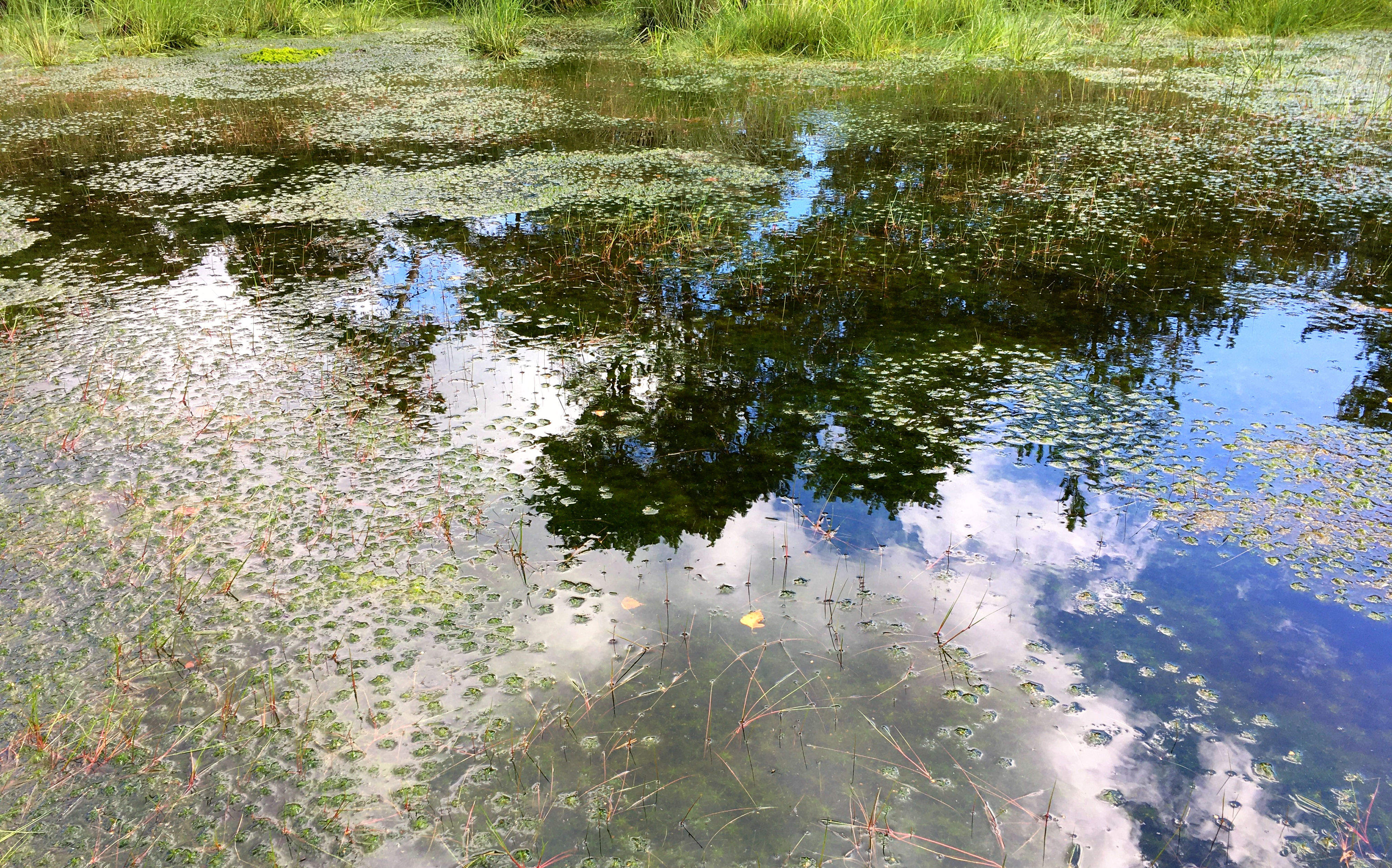
RG met knolrus en veenmos

Een klasseoverschrijdende rompgemeenschap met knolrus en veenmos, de RG Juncus bulbosus-Sphagnum-[Littorelletea/Scheuchzerietea], omvat door knolrus met waterveenmos en geoord veenmos gedomineerde venvegetatie. Dit vegetatietype ontstaat hoofdzakelijk door verzuring van oligotrofe vennen door stikstofdepositie. Soms zijn ook hoge concentraties van zware metalen aanwezig. De Nederlandse syntaxoncode (rVvN) voor deze rompgemeenschap is r06RG07.

## Vegetatiezonering
In de vegetatiezonering vormen syntaxa uit de oeverkruid-klasse veelal contactgemeenschappen met vegetatie uit andere klassen die gebonden zijn aan wisselende waterstanden. Aan de waterzijde van de zonering betreft het veelal contactgemeenschappen uit de fonteinkruiden-klasse, kranswieren-klasse of klasse van hoogveenslenken. Aan de landzijde betreft het meestal contactgemeenschappen uit de klasse van kleine zeggen of riet-klasse. Als tijdelijke inslaggemeenschappen kunnen ook syntaxa uit de dwergbiezen-klasse in contact staan met de oeverkruid-klasse.

## Verspreiding
Het verspreidingsgebied van de oeverkruid-klasse omvat de koelere en neerslagrijkere gebieden van het noordelijk halfrond. In Europa ligt het zwaartepunt van de verspreiding in het atlantisch-subatlantische deel van de boreale en gematigde klimaatgordels.

## Bedreigingen

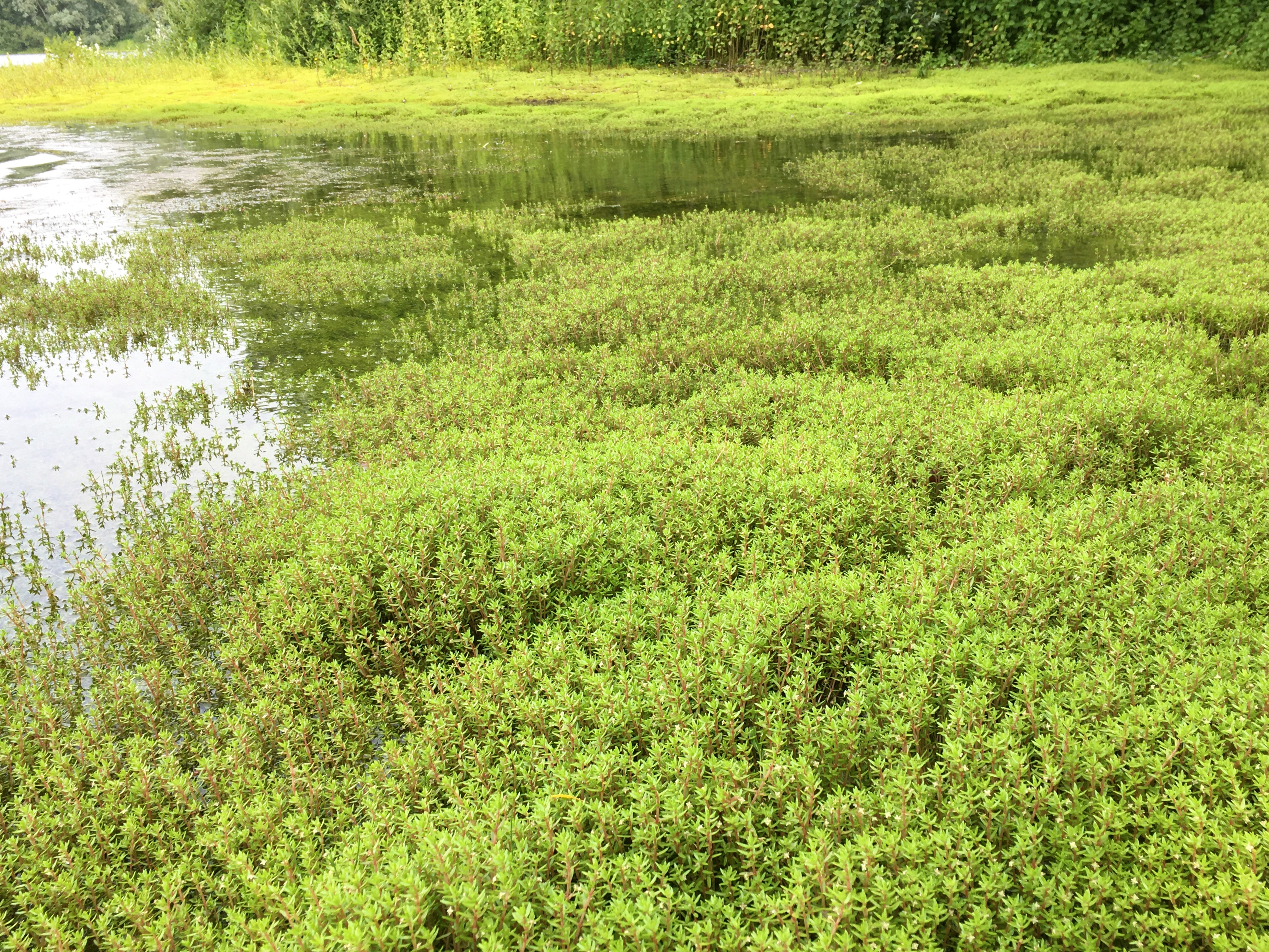
Vegetatie van de oeverkruid-klasse, volledig overgenomen door watercrassula.

Zowel in kwantitatief als in kwalitatief opzicht wordt de oeverkruid-klasse sterk bedreigd. De grootste oorzaken van het habitatverlies van deze klasse zijn ontginning, verdroging, eutrofiëring, verzuring en watervervuiling. Daarnaast vormen invasieve planten een groot gevaar voor deze vegetatietypen. In het bijzonder gedraagt de watercrassula zich extreem invasief binnen deze klasse.

## Diagnostische taxa voor Nederland en Vlaanderen
In de onderstaande synoptische tabel staan de belangrijkste diagnostische taxa van de oeverkruid-klasse voor Nederland en Vlaanderen.
| Kentaxon | Presentie | Triviale naam            | Botanische naam                              | Opmerking                                                 | Afbeelding |
| -------- | --------- | ------------------------ | -------------------------------------------- | --------------------------------------------------------- | ---------- |
| kK       | -         | oeverkruid               | Littorella uniflora                          |                                                           |            |
| kK       | -         | stijve moerasweegbree    | Baldellia ranunculoides subsp. ranunculoides |                                                           |            |
| kK       | -         | duizendknoopfonteinkruid | Potamogeton polygonifolius                   |                                                           |            |
| kK       | -         | veelstengelige waterbies | Eleocharis multicaulis                       |                                                           |            |
| kK       | -         | knolrus                  | Juncus bulbosus                              | zwakke kK; komt ook voor in de klasse van hoogveenslenken |            |
| kK       | -         | drijvende waterweegbree  | Luronium natans                              | zwakke kK; komt ook voor in de fonteinkruiden-klasse      |            |

## Fotogalerij

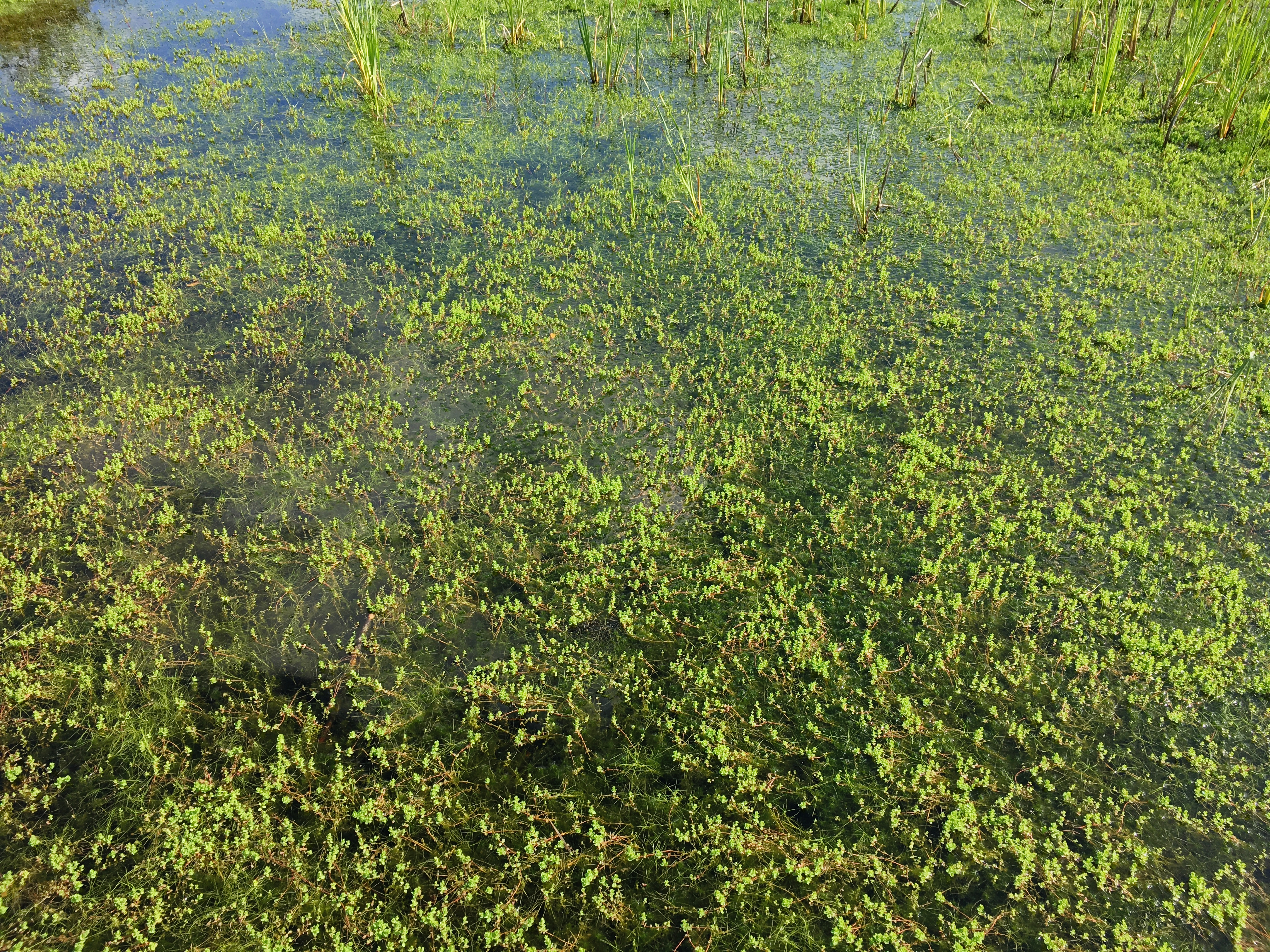
Een laat zomeraspect van de associatie van vlottende bies.
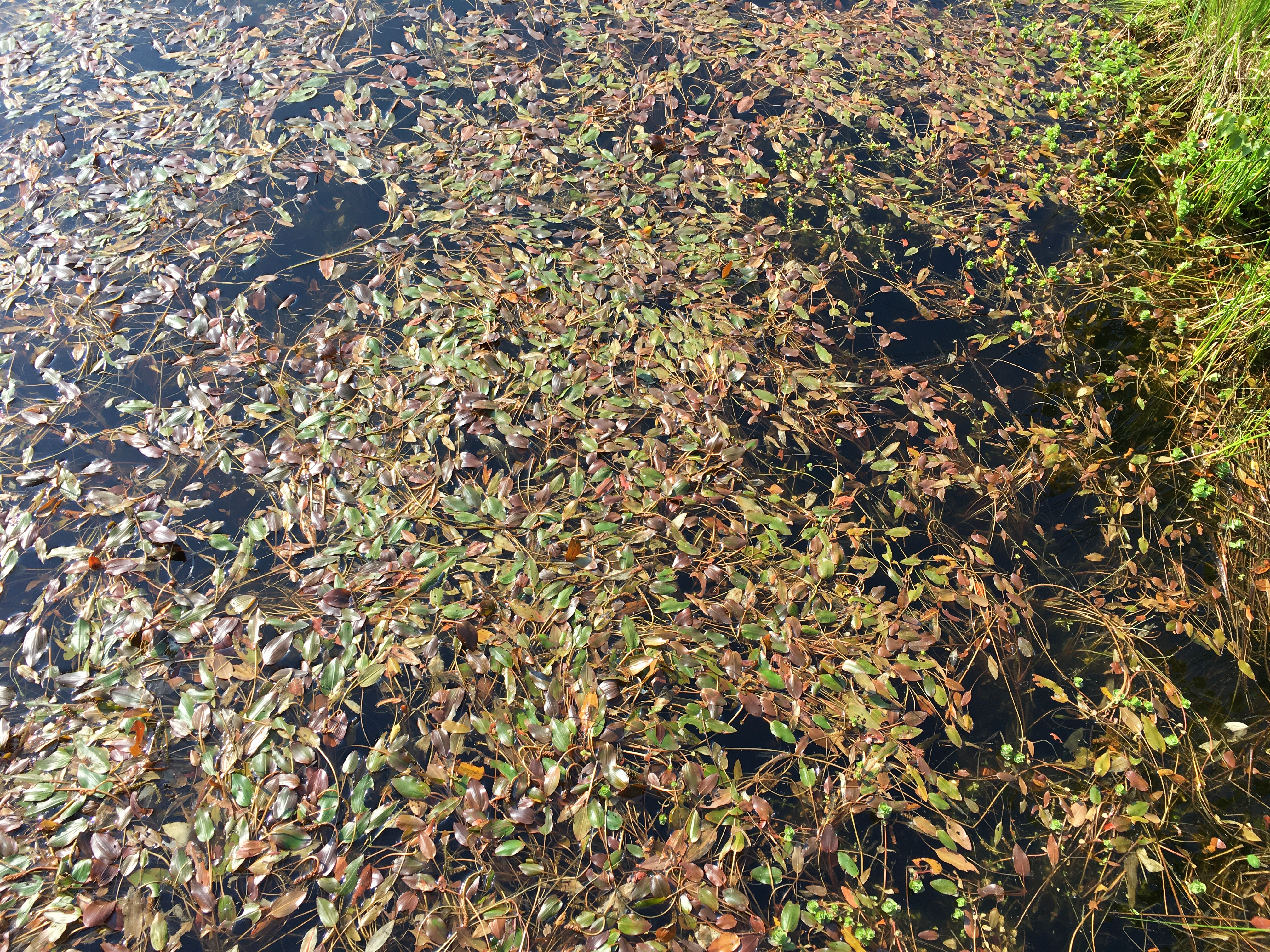
Een rompgemeenschap met duizendknoopfonteinkruid.
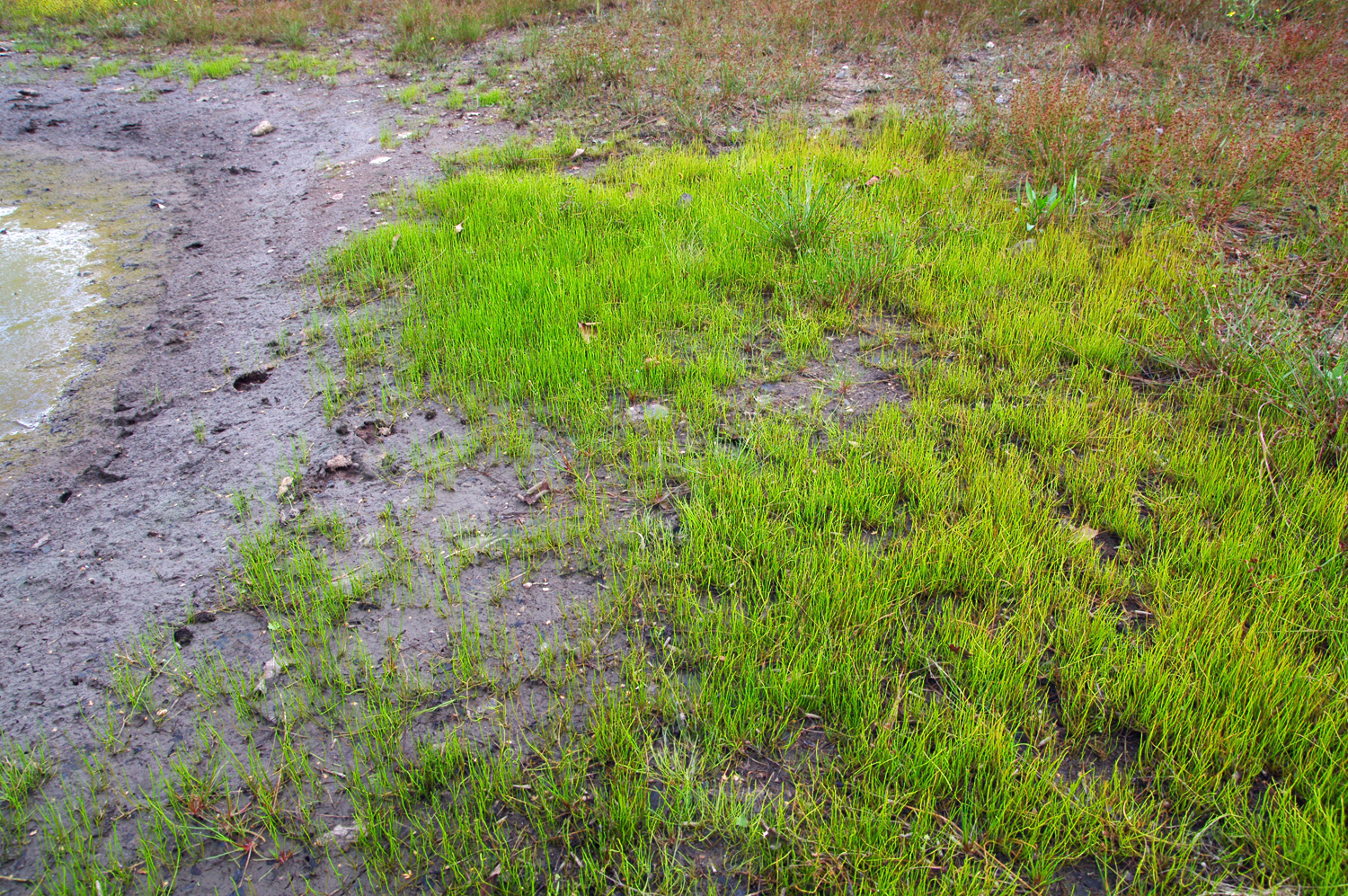
Een zomeraspect van de pilvaren-associatie.
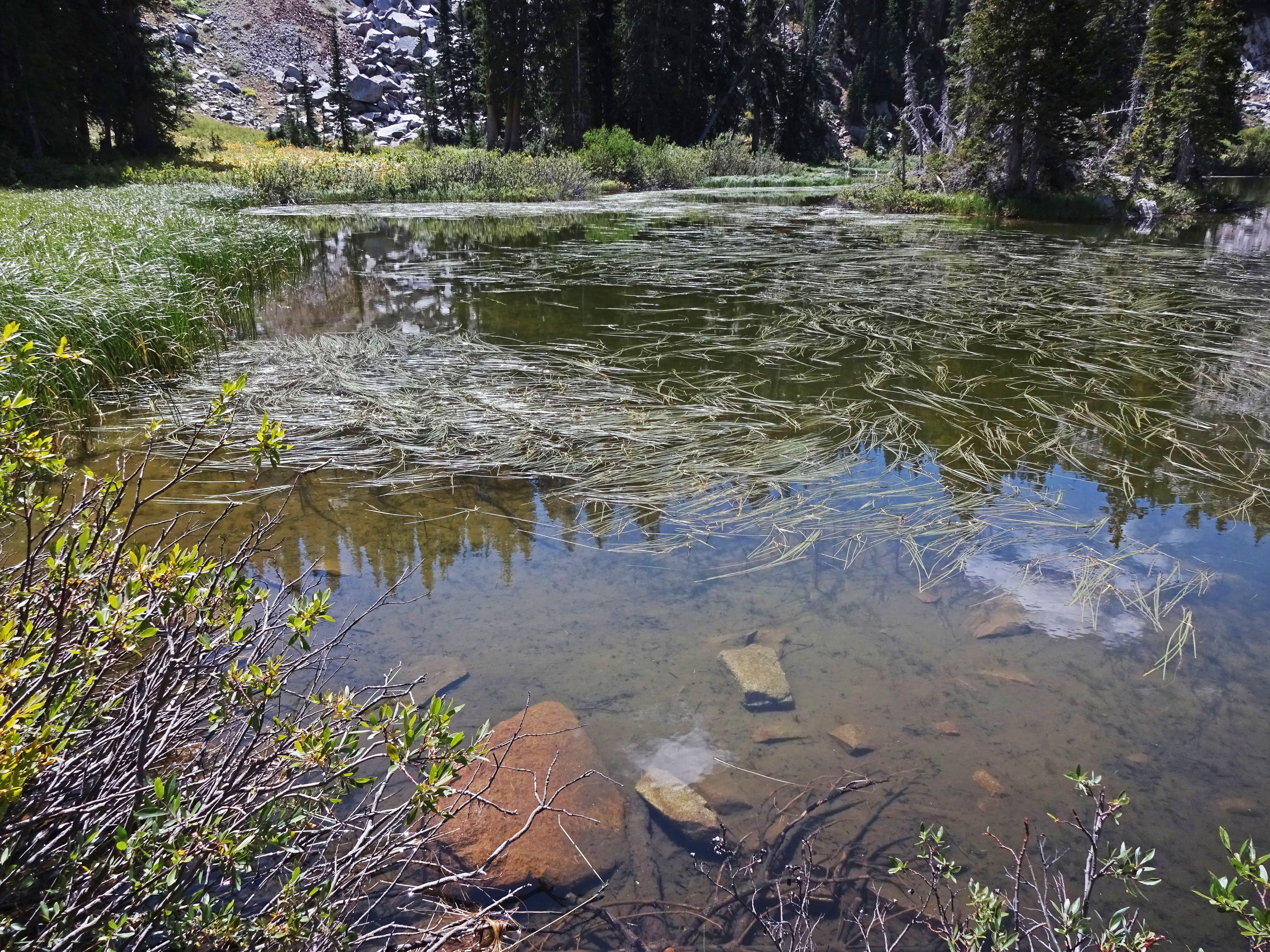
De associatie van kleinste egelskop.